# Szathmári Pap János
Szathmári Pap János  (feltehetőleg Szatmárnémeti, 1658. december 27. vagy 28. – Kolozsvár, 1707. november 30.) református lelkész, a coccejánus és karteziánus teológiai, filozófiai irodalom képviselője. Szathmári Pap Zsigmond apja, Szathmári Pap Mihály nagyapja.

## Élete
Tanulmányait Szatmárnémetiben kezdte és valószínűleg Kolozsváron folytatta. 1680. február 28-tól a leideni, 1681. december 1-jétől a franekeri egyetem hallgatója volt. Tanárai közül nagy hatást gyakoroltak rá Christoph Wittius és Johannes Coccejus. 1685-ben a nagybányai iskola igazgatója volt (valószínűsíthető, 1683-tól 1686-ig dolgozott itt), majd 1686-tól Székelyudvarhelyre hívták tanárnak. 1689-től Zilahon, 1692-től Désen, 1696-tól Kolozsváron szolgált lelkészként. 1703-tól a kolozs-kalotaszegi egyházmegye papsága esperessé választotta.

## Művei
- Disputatio Philosophica De Aeternitate Dei Prima. Qvam Favente Summo Numine Praeside … Burchero De Volder … Publicae disquisitioni subjicit Johannes Pap Szathmári, Ungarus … Lugduni Batavorum, 1681
- Disputatio Theologica Tertia Decima Causam Sp. S. Victricem demonstrans … Sub Praesidio Christophori Wittichii … in Academiâ Lugduni Batavâ … Publicè ventilandam proponit … Uo. 1681
- Philosophia Prima Seu Metaphysica Brevibus Aphorismus delineata. Et Praeside … Johanne Schotano à Sterringa … Aliquot disputationibus publico examini subjecta … Franequerae, 1682
- Kegyes Ajkak Áldozó Tulkai, és azok meg-áldozásának Igaz Tudománya. Kolozsvár, 1707